# Elizabeth Howard
Lady Elizabeth Howard, senare känd som Elizabeth Boleyn, grevinna av Wiltshire och grevinna av Ormond och Viscountess av Rochford, född cirka 1480, död den 3 april 1538, var en engelsk adelskvinna. Hon var den äldsta av de två döttrar som Thomas Howard, 2:e hertig av Norfolk och Earl av Surrey fick med sin första fru Elizabeth Tilney.
Hon är mest känd för att hon var mor till Anne Boleyn, som blev kung Henrik VIII av Englands andra hustru. Hon var därmed också mormor till drottning Elisabet I. Hon härstammade från Edvard I av England och hans andra gemål Margareta av Frankrike, vilkas son Thomas av Brotherton hade utnämnts till greve av Norfolk.

## Äktenskap
Elizabeth ansågs vara slående vacker, något som senare sägs ha gått i arv till hennes barn.
Hon gifte sig år 1499 med Thomas Boleyn som var på väg att göra karriär som diplomat åt Henrik VIII. Detta var inte alla alltför förtjusta i. Man menade att han bara gifte sig med Elizabeth för att bli mäktigare, och att giftet var under hennes familjs värdighet. I gengäld erbjöd dock kungen Elizabeths far och bror titeln hertig av Norfolk, en av Englands ädlaste titlar.
Paret tros ha fått fem barn tillsammans, varav tre överlevde till vuxen ålder. Det är ganska oklart exakt när och vilken ordning de föddes i. Men det verkar som om den äldsta dottern Mary Boleyn föddes cirka år 1499, Anne Boleyn föddes cirka år 1501/1507 och George Boleyn föddes cirka år 1504. De barn som dog hette Thomas och Henry. Alla föddes i Blickling Hall.
År 1505 flyttade familjen till Hever Castle. Alla barnen fick en för tiden god utbildning. George avslutade sin utbildning vid hovet och döttrarna sändes till Frankrike för att avsluta sin. Som enda överlevande pojke skulle George få en mer formell utbildning för att förbereda sig för en offentlig karriär. Denna utbildning skulle han få vid Oxford’s universitet. Tanken var att George skulle följa i sina fars fotspår och göra karriär i kungens tjänst. Barnen fick en traditionellt sträng uppfostran och fick ett hektiskt dagsschema. De skulle bland annat studera läs- och skrivkunnighet och bibeln, men även praktiska ämnen som ridning, jakt med hök, bågskytte, musik och dans.

## Uppgång
År  1519 levde Elizabeths döttrar, Mary och Anne, vid det franska hovet som hovdamer i den franska drottningen Claudes följe. Enligt vad det påvliga sändebudet i Frankrike femton år senare påstod, hade den franske kungen Frans I hänvisat till Mary som mitt engelska sto, och senare i sitt liv beskrivit henne som "en stor hora, den mest beryktade av alla".
För att citera historikern M.L. Bruce, hade både Thomas och Elizabeth "utvecklat känslor av ogillande" för sin dotter Mary. Under senare år, skulle Marys romantiska engagemang ytterligare påfresta förhållandet till hennes föräldrar. Cirka 1520 lyckades mor och far Boleyn arrangera Marys giftermål med Sir William Carey som var en respekterad och populär man vid hovet. Det var någon gång efter bröllopet som Mary blev älskarinna till Henrik VIII (exakt datum för när den affären började och slutade är okänd), även om aldrig hon aldrig har haft titeln "officiell kunglig älskarinna," eftersom traditionen med offentliga älskarinnor inte fanns i England. Det har länge ryktats om att en eller båda av Mary Boleyns barn hade Henry som far och inte Carey. Vissa historiker, såsom Alison Weir, ifrågasätter nu om Henry Carey var kungens son. Få av Henriks älskarinnor har någonsin offentligt blivit hedrade, utom Elizabeth Blount, som nämndes i parlamentet och vars son, Henrik Fitzroy, 1:e hertig av Richmond och Somerset som upphöjts till hertig i en detaljerad offentlig ceremoni år 1525. Henrys förhållande med Mary var så diskret att när tio år passerat, undrade några observatörer redan om det någonsin hade ägt rum.
I motsats till Mary tros det att Anne, Elizabeths andra dotter, hade haft en nära relation till sin mamma. Elizabet hade varit ansvarig för Annes tidiga utbildning och hon hade lärt henne musik och religion, liksom broderi och att läsa och skriva. År 1525 eller däromkring förälskade sig Henrik VIII i Anne, och Elizabeth blev hennes skyddande förkläde. Hon åtföljde Anne till hovet, eftersom Anne försökte undvika ett sexuellt förhållande med kungen. Elizabeth reste med Anne för att titta på palatset York Place efter störtandet av familjen Boleyns stora politiska motståndare, kardinal Thomas Wolsey - en intrig som hade givit Anne hennes första riktiga smak av den politiska makten. Hon kröntes till drottning fyra år senare.
Elizabeth förblev i sin dotters hushåll under Annes tid som drottning. Traditionen säger att Annes dotter, Elisabet döptes efter sin mormor. I praktiken är det mer sannolikt att hon fick sitt namn efter Henriks mor, Elisabet av York, även om det inte kan uteslutas att hon fick sitt namn efter både mormor och farmor.
Elizabeth Boleyn stod enig med resten av familjen när hennes äldsta dotter, Mary blev förvisad från hovet år 1535 för att ha försökt rymma med William Stafford som hon ville gifta sig med. Mary hade till en början förväntat sig hjälp från sin syster. (Anne hade varit Marys enda förtrogna inom familjen Boleyn sedan 1529). Men Anne var över rasande över brottet, vilket hon fruktade skulle svärta ner henne själv och kränka hennes värdighet som drottning. Anne vägrade därför att ta emot henne.
Bara ett år senare drabbades familjen av ännu en stor skandal. Elizabeth's yngsta dotter, Anne, och Elizabeths och Thomas enda levande son George, blev anklagade för äktenskapsbrott, förräderi och incest och blev avrättade. Enligt Annes biografer Eric Ives och Retha Warnicke så var anklagelserna fabricerade.

## Fall
Anne hade misslyckats med att leverera den son och arvtagare Henrik hade önskat sig. Vid Annes hov hade en annan ung dam, Jane Seymour, dragit kungens blickar till sig och med sin ungdom och härkomst från en familj med stora barnkullar väckt kungens intresse. Utöver detta uppenbara faktum, Henrik och Jane gifte sig bara en dag efter Annes avrättning, är orsakerna till händelsen oklara och historikerna är inte eniga om huruvida de viktigaste motiven för Annes fall blev hennes makes missnöje med henne eller hennes politiska ambitioner. 
Tvärtemot vad som påståtts i många romaner är akademiska historiker numera överens om att Anne var oskyldig och var trogen sin man. Domarna lydde dock kungens uppenbara önskan och dömde Anne till döden. Anne, George Boleyn, Mark Smeaton, Henry Norris och William Brereton befanns samtliga skyldiga och avrättades. Genom att offentligt ta avstånd från sina barn och förklara sig stödja kungen i hans strävan efter rättvisa, klarade Elizabeth och Thomas Boleyn både livhanken och det mesta av sina egendomar. De dödsdömda männen halshöggs med yxa den 17 maj 1536 och Henriks äktenskap med Anne ogiltigförklarades, på grund av hans tidigare förhållande med hennes syster. Detta gjorde Elizabeths barnbarn Elisabet, tidigare arvinge till tronen, till en bastard med tvivelaktigt faderskap. Anne blev avrättad av en fransk bödel med svärd två dagar efter broderns död. Värt att notera är att hon är en av de få som har blivit halshuggen med svärd på grund av att Henrik VIII beviljade henne denna särskilda nåd.
Efter denna katastrof för familjens ambitioner, förflyttades Elizabeth till landsbygden i exil. Hon dog sedan två år efter sina barn, hennes man dog året därpå.
Den engelske poeten John Skelton jämförde Elizabeth med Cressida, som var underbart vacker, men som samtidigt ses som en symbol för kvinnlig falskhet.